# Barrio de la Laguna
Barrio de la Laguna är en ort i Mexiko.   Den ligger i kommunen Mineral del Chico och delstaten Hidalgo, i den sydöstra delen av landet, 90 km norr om huvudstaden Mexico City. Barrio de la Laguna ligger 2 729 meter över havet och antalet invånare är 108.
Terrängen runt Barrio de la Laguna är varierad. Runt Barrio de la Laguna är det ganska tätbefolkat, med 75 invånare per kvadratkilometer. Närmaste större samhälle är Pachuca de Soto, 4,7 km söder om Barrio de la Laguna. I omgivningarna runt Barrio de la Laguna växer i huvudsak blandskog.